# Eois incandescens
Eois incandescens är en fjärilsart som beskrevs av Claude Herbulot 1954. Eois incandescens ingår i släktet Eois och familjen mätare. Inga underarter finns listade i Catalogue of Life.